# Oeceoclades perrieri
Oeceoclades perrieri là một loài thực vật có hoa trong họ Lan. Loài này được (Schltr.) Garay & P.Taylor mô tả khoa học đầu tiên năm 1976.